# Urochloa semiverticillata
Urochloa semiverticillata là một loài thực vật có hoa trong họ Hòa thảo. Loài này được (Rottler ex Steud.) Ashalatha & V.J. Nair miêu tả khoa học đầu tiên năm 1993.